# Kārlis Gailis
Kārlis Gailis (ur. 1903 w Rydze, zm. 1973 tamże) – łotewski polityk komunistyczny.

## Życiorys
W 1931 wstąpił do KPŁ, 1936-1940 był członkiem Ryskiego Komitetu KPŁ, a 1939-1949 członkiem KC KPŁ/Komunistycznej Partii (bolszewików) Łotwy. W 1940 kierował wydziałem KC KP(b)Ł, później do 1944 służył w Armii Czerwonej, 1944-1947 był sekretarzem i przewodniczącym Kolegium Partyjnego KC KP(b)Ł, a 1947-1948 zastępcą przewodniczącego Prezydium Rady Najwyższej Łotewskiej SRR. 26 lipca 1948 został sekretarzem Prezydium Rady Najwyższej Łotewskiej SRR, od 1949 do 24 grudnia 1963 był członkiem Komisji Rewizyjnej KPŁ, a od 25 grudnia 1963 do końca życia zastępcą członka KC KPŁ.